# Будинок Йосипа Бреннера
Будинок Йосипа Бреннера — двоповерхова будівля з вежею, що розташована на Петропавлівській вулиці (раніше — Жовтнева) у Сімферополі. Будинок побудований у 1903 році у стилі еклектики. Пам'ятка архітектури.

## Історія
Будівлю на початку 1903 році побудував Йосип Іванович Бреннер (1837—1919), купець першої гільдії, міський голова, член міської управи. Будинок Бреннера розташувався поруч із пожежним депо на Петропавлівській площі, де розташований Петропавлівський собор. Архітектором виступив Ф. К. Кіблер, який побудував також у Сімферополі лютеранську кірху та каплицю на німецькому кладовищі. Йосип Бреннер помер у 1919 році, після чого будинок успадкувала його дочка. Після захоплення радянською владою будинок був націоналізований.
На початку XXI століття будівлю було відреставровано. Наразі в колишньому будинку Бреннера розміщується готель «Таврійський».
Наказом Міністерства культури і туризму України від 2012 року будинок як «житловий будинок» було включено в реєстр пам'яток місцевого значення як пам'ятка архітектури. Після захоплення Криму Росією, постановою Ради Міністрів Республіки Крим від 20 грудня 2016 року, будинок був визнаний об'єктом культурної спадщини Росії регіонального значення як пам'ятка містобудування та архітектури.

## Архітектура
Двоповерхова будівля виконана у стилі еклектики з елементами готики і пізнього ренесансу з каменю-вапняку. Складається із двох частин — житлового будинку та вежі. Збудований на високому цоколі. Інтер'єр будинку прикрашений ліпленням, каміном та сходами.
Вежа виконує естетичну функцію. Незважаючи на наявність пожежної частини в безпосередній близькості, вона ніколи не виконувала роль пожежної каланчі.